# Fiumicino
Fiumicino, parte del comune de Roma hasta el año 1992, es un comune (municipio) de unos 66.500 habitantes de la provincia de Roma, conocido principalmente por alojar el Aeropuerto Intercontinental Leonardo da Vinci (Roma-Fiumicino), el más importante de Italia y que sirve a la capital, Roma.
El núcleo principal, Fiumicino, que significa "pequeño río", es un gran pueblo pesquero en la costa del mar Tirreno y ha sido reconocido durante mucho tiempo por sus marisquerías. Es también un escape de fin de semana para la gente de Roma, especialmente en el verano. Actualmente tiene unos 16.000 habitantes, es decir, menos de la cuarta parte de la población del municipio.
Hay una buena playa de arena negra por la alta concentración de hierro.

## Frazioni(pedanías)
- Aranova
- Focene
- Fregene
- Isola Sacra
- Maccarese
- Passoscuro
- Torrimpietra
- Palidoro
- Testa di Lepre
- Tragliata
- Tragliatella
- Aeroporto "Leonardo Da Vinci"
- Parco Leonardo
- Le Vignole